# Ritterella solida
Ritterella solida är en sjöpungsart som beskrevs av Monniot 200. Ritterella solida ingår i släktet Ritterella och familjen klumpsjöpungar. Inga underarter finns listade i Catalogue of Life.